# Emilio Cavenaghi
Luigi Cavenaghi (Caravaggio, 8 aprile 1852 – Milano, 7 dicembre 1876) è stato un pittore italiano.

## Biografia
Figlio di Marco e Francesca Rossetti e fratello del restauratore Luigi fu, nella sua breve vita, uno dei migliori artisti di prospettiva presenti sul territorio milanese nella seconda metà dell'Ottocento, con la capacità di riprodurre luoghi e monumenti pubblici e privati del territorio milanese.

Nato a Caravaggio ma trasferitori giovanissimo a Milano, dove frequentò l'Accademia di belle arti di Brera alla scuola di Giuseppe Bertini. Nel periodo dal 1873 ai primi mesi del 1874 il Cavenaghi si trovava in Toscana a cercare sollievo alla sua cagionevole salute
Durante gli anni di studio ottenne molti premi, in particolare nel 1868 quando si aggiudicò il premio della Scuola di Paesaggio con gli acquarelli e la pittura: Interno del santuario di Caravaggio conservato nella cancelleria del santuario. L'anno successivo le sue opere furono esposte a una mostra all'Accademia di Brera con l'opera: L'avello di Lanfranco Settala e altri monumenti in S. Marco di Milano. Nel 1870, sempre, alla mostra scolastica all'accademia, espose uno studio della statua dell'atleta Apoxyómenos ricevendo la medaglia d'argento. il Cavenaghi aveva realizzato anche alcune lunette eseguite con la tecnica a fresco, per la Basilica di San Simpliciano raffiguranti:Madonna col Bambini, tra i santi Pietro e Giovanni Battista e san Benedetto con san Mauro, sostituite poi con mosaici.
Nel 1872 collaborò con altri artisti, alla realizzazione delle cinque xilografie per la rivistaL'Arte di Milano, e nel 1874 realizzò una tavola raffigurante La grande sala dell'esposizione storica industriale di Milano per la rivista Nuova illustrazione universale. Sempre nel 1874 realizza il dipinto olio su tela del La diletatante di musica presentato alla esposizione delle opere alla Brera fu poi nell'aprile del 1990 rubato mentre era in deposito nelle raccolte d'Arte del Castello Sforzesco.
La sua pittura precisa, con pennellate eseguite in rapida sequenza anticipa le opere di Antonio Mancini e si avvicinano a quelle di Tranquillo Cremona.
Le sue opere sono presenti in molti musei e collezioni private delle Lombardia, e furono citate da molti critici d'arte.

## Opere
- La grande sala dell'esposizione d'arte industriale a Milano 1874, disegno realizzato per la rivista Nuova Illustrazione Universale:
- La dilettante di musica, 1874; GAM Milano;
- Interno della chiesa di San Marco di Milano (55 x 75,4) olio su tela
- Interno di una cappella della chiesa di San Marco di Milano
- Particolare del camposanto di Pisa olio su tela
- Sala del Palazzo Clerici Pinacoteca di Brera olio su tela
- Il pulpito della cattedrale di Pisa (27 x 33 cm) olio su tela
- Lungarno a Pina
- Il Lazzaretto di Milano
- L'interno di una sala del museo Poldi Pezzolo proprietà privata;
- Interno del santuario di Caravaggio
- Figure all'interno di una cattedrale (59 x 35,8) 1872 olio su tela[7]
- L'avello di Lanfranco Settala e altrimonumenti in S.Marco di Milano
- Cuore di una grande sala del Consiglio neo-rinascimentale (86 x 120) olio su cartone[8]

Realizzò la parte prospettica del Teatro Manzoni, dipinto che verrà poi dipinto dal suo maestro.